# Liste der Kulturgüter in Schöfflisdorf
Die Liste der Kulturgüter in Schöfflisdorf enthält alle Objekte in der Gemeinde Schöfflisdorf im Kanton Zürich, die gemäss der Haager Konvention zum Schutz von Kulturgut bei bewaffneten Konflikten, dem Bundesgesetz vom 20. Juni 2014 über den Schutz der Kulturgüter bei bewaffneten Konflikten sowie der Verordnung vom 29. Oktober 2014 über den Schutz der Kulturgüter bei bewaffneten Konflikten unter Schutz stehen.
Einziges Objekt der Kategorie A im Gemeindegebiet ist die Grabhügelnekropole im Eggwald, Objekte der Kategorie B sind im Gemeindegebiet nicht ausgewiesen. Unter übrige Baudenkmäler sind weitere geschützte Objekte zu finden, die im Verzeichnis der Objekte von überkommunaler Bedeutung der kantonalen Denkmalpflege und im Kommunalen Inventar der kunst- und kulturhistorischen Objekte zu finden sind.

## Kulturgüter
| Foto |                                                                           | Objekt                                         | Kat. | Typ | Standort                                                       | Beschreibung |
| ---- | ------------------------------------------------------------------------- | ---------------------------------------------- | ---- | --- | -------------------------------------------------------------- | --- |
| ja   | Datei hochladen · Wikidata zu Neolithische Grabhügelnekropole (Q29933084) | Neolithische Grabhügelnekropole KGS-Nr.: 12666 | A    | F   | Egg / Steinbrunnenhau / Schöfflisdorfer Platte 673731 / 262590 | Jungsteinzeitliches Grabhügelfeld mit 31 Hügeln auf der Egg, die in den Jahren 1846 bis 1910 ausgegraben wurden. |

## Übrige Baudenkmäler
| ID       | Foto |                 | Objekt                                                                                  | Kat.    | Typ | Standort                             | Beschreibung |
| -------- | ---- | --------------- | --------------------------------------------------------------------------------------- | ------- | --- | ------------------------------------ | ------------ |
| 09900067 | ja   | Datei hochladen | Reformiertes Pfarrhaus                                                                  | B kant. | G   | Wehntalerstrasse 17 673692 / 261447  |              |
| 09900149 | ja   | Datei hochladen | Hof Hinterdorf, ehemaliger Speicher                                                     | B kant. | G   | Im Hinterdorf 7 673590 / 261508      |              |
| 09900151 | ja   | Datei hochladen | Hof Hinterdorf, Bauernhaus mit Scheune                                                  | B kant. | G   | Im Hinterdorf 9 673570 / 261524      |              |
| 09900153 | ja   | Datei hochladen | Hof Hinterdorf, Waschhaus                                                               | B kant. | G   | Im Hinterdorf 9 673589 / 261529      |              |
| 09900163 | ja   | Datei hochladen | Speicher                                                                                | B reg.  | G   | Chileweg 5 673620 / 261550           |              |
| 1        | ja   | Datei hochladen | Wohnbau                                                                                 | C       | G   | Altenbuckstrasse 4 673913 / 261433   |              |
| 2        | ja   | Datei hochladen | Vielzweckbauernhaus                                                                     | C       | G   | Altenbuckstrasse 1 673906 / 261465   |              |
| 3        | ja   | Datei hochladen | Vielzweckbauernhaus                                                                     | C       | G   | Altenbuckstrasse 2 673876 / 261432   |              |
| 4        | ja   | Datei hochladen | Vielzweckbauernhaus                                                                     | C       | G   | Wehntalerstrasse 8 673840 / 261472   |              |
| 5        | ja   | Datei hochladen | Vielzweckbauernhaus                                                                     | C       | G   | Wehntalerstrasse 11 673769 / 261430  |              |
| 6        | ja   | Datei hochladen | Alte Post                                                                               | C       | G   | Wehntalerstrasse 13 673743 / 261444  |              |
| 7        | ja   | Datei hochladen | Gemeindehaus (Altes Schulhaus)                                                          | C       | G   | Oberdorfstrasse 2 673675 / 261484    |              |
| 8        | ja   | Datei hochladen | Vielzweckbauernhaus                                                                     | C       | G   | Im Winkel 2 673641 / 261382          |              |
| 9        | ja   | Datei hochladen | Vielzweckbauernhaus                                                                     | C       | G   | Wehntalerstrasse 25 673606 / 261434  |              |
| 10       | ja   | Datei hochladen | Wohn- und Geschäftshaus (Alter Konsum)                                                  | C       | G   | Wehntalerstrasse 20 673625 / 261467  |              |
| 11       | ja   | Datei hochladen | Wohn- und Geschäftshaus (ehem. Restaurant Eintracht, Druckerei)                         | C       | G   | Wehntalerstrasse 26 673549 / 261450  |              |
| 12       | ja   | Datei hochladen | Landwirtschaftsbau, ehemaliger Speicher                                                 | C       | G   | Wehntalerstrasse 26a 673541 / 261477 |              |
| 13       | ja   | Datei hochladen | Vielzweckbauernhaus                                                                     | C       | G   | Wehntalerstrasse 30 673509 / 261488  |              |
| 14       | ja   | Datei hochladen | Vielzweckbauernhaus                                                                     | C       | G   | Chilegass 3 673728 / 261530          |              |
| 15       | ja   | Datei hochladen | Vielzweckbauernhaus                                                                     | C       | G   | Chilegass 1b 673699 / 261528         |              |
| 16       | ja   | Datei hochladen | Vielzweckbauernhaus                                                                     | C       | G   | Oberdorfstrasse 3 673697 / 261535    |              |
| 17       | ja   | Datei hochladen | Vielzweckbauernhaus                                                                     | C       | G   | Chilegass 1a 673642 / 261508         |              |
| 18       | ja   | Datei hochladen | Vielzweckbauernhaus                                                                     | C       | G   | Chilegass 1 673688 / 261532          |              |
| 19       | ja   | Datei hochladen | Altes Schulhaus, Vorgänger von 7                                                        | C       | G   | Oberdorfstrasse 4 673677 / 261526    |              |
| 20       | ja   | Datei hochladen | Vielzweckbauernhaus                                                                     | C       | G   | Oberdorfstrasse 5 673648 / 261542    |              |
| 21       | ja   | Datei hochladen | Vielzweckbauernhaus                                                                     | C       | G   | Büelstrasse 4 673713 / 261559        |              |
| 22       | ja   | Datei hochladen | Vielzweckbauernhaus                                                                     | C       | G   | Büelstrasse 1 673679 / 261564        |              |
| 23       | ja   | Datei hochladen | Vielzweckbauernhaus                                                                     | C       | G   | Chileweg 6 673613 / 261565           |              |
| 24       | ja   | Datei hochladen | Vielzweckbauernhaus                                                                     | C       | G   | Chileweg 4 673612 / 261578           |              |
| 25       | ja   | Datei hochladen | Wohn- und Mühlgebäude                                                                   | C       | G   | Chileweg 2 673643 / 261610           |              |
| 26       | ja   | Datei hochladen | Reformierte Kirche                                                                      | C       | G   | Chilegasse 2 673696 / 261505         |              |
| 27       | ja   | Datei hochladen | Wohnhaus, ehemaliger Speicher                                                           | C       | G   | Büelstrasse 5 673714 / 261591        |              |
| 101      | ja   | Datei hochladen | Bauernhaus                                                                              | C       | G   | Wehntalerstrasse 10 673764 / 261473  |              |
| 105      | ja   | Datei hochladen | Ehemaliges Bauernhaus                                                                   | C       | G   | Chileweg 3 673643 / 261568           |              |
| 09900206 |      | Datei hochladen | Ehemaliges Bauernhaus (aus Schutz entlassen und durch Neubau in selber Kubatur ersetzt) | C       | G   | Büelstrasse 8 673760 / 261571        |              |

Legende: Im Wesentlichen siehe Legende der Liste der Kulturgüter von nationaler und regionaler Bedeutung, mit folgenden Ausnahmen:
- Anstelle der KGS-Nummer wird für Objekte der Kategorie B als Objekt-Identifikator (ID) die Inventarnummer im Verzeichnis der Objekte von überkommunaler Bedeutung des kantonalen Denkmalschutzamtes verwendet, für Objekte der Kategorie C wird die Objektnummer des Kommunales Inventar der kunst- und kulturhistorischen Objekte verwendet
- Bei den Kategorien wird wie folgt unterschieden: B kant. = Objekt von kantonaler Bedeutung (Kanton Zürich); B reg. = Objekt von regionaler Bedeutung (Kanton Zürich); C = Objekt von kommunaler Bedeutung